# Asma Jahangir
Asma Jilani Jahangir (urdu: عاصمہ جہانگیر, Āṣimah Jahāṉgīr; Lahore, 27 de gener de 1952- Lahore, 11 de febrer de 2018) va ser una advocada pakistanesa defensora dels drets humans i activista social, que va cofundar i va presidir la Comissió de Drets Humans del Pakistan. Va ser reconeguda pel seu treball en el Moviment d'Advocats i va exercir com a ponent especial de les Nacions Unides sobre la Llibertat de Religió o de Creences i com a fideïcomissària en l'International Crisis Group.
Jahangir va néixer en una família políticament compromesa. El seu pare, Malik Ghulam Jilani, era un oficial que va ingressar en política després de la jubilació. Va passar dos anys a la presó i era vigilat per la seva oposició a les dictadures militars. Malik va ser empresonat diverses vegades: va denunciar el govern pakistanès per genocidi durant les accions militars en el que avui és Bangladesh (abans Pakistan oriental). La seva mare, Begum Sabiha Jilani, va ser educada en el Formen Christian College a Lahore, en un moment en què poques dones musulmanes podien accedir a l'educació superior. Sabiha també va lluitar contra el sistema tradicional i fou pionera en la seva pròpia empresa de roba, fins que les seves terres familiars van ser confiscades el 1967, arran de les opinions i la detenció del seu marit.
Des de molt jove, Jahangir va participar en manifestacions contra el règim militar i en contra de la detenció del seu pare pel president Zulfikar Ali Bhutto. Es va llicenciar en dret a la Universitat Kinnaird de Lahore el 1978 i va obtindre el Bachelor of Laws a la Universitat de Penjab. Més tard es va doctorar a la Universitat de Saint-Gall a Suïssa.
El 1980 va formar part del Tribunal Suprem de Lahore, va establir el primer despatx d'advocats al Pakistan i va participar en la formació del Fòrum de Dones d'Acció (WAF), un grup de pressió contra la llei discriminatòria al Pakistan, especialment contra el projecte de llei sobre les proves, en què el valor del testimoni d'una dona val la meitat que el d'un home, i Hadood, en què les víctimes de violació han de demostrar la seva innocència o enfrontar-se a la pena. Va formar part de la Cort Suprema el 1982, va esdevindre activista en favor de la democràcia i va ser empresonada el 1983 per participar en el Moviment per a la Restauració de la Democràcia contra el règim militar de Zia-ul-Haq. El 1986 es va traslladar a Ginebra, i fou vicepresidenta del moviment Defensa Internacional per a la Infància fins al 1988, en què va tornar a Pakistan.
El 1987 va ser cofundadora de la Comissió de Drets humans del Pakistan i va ser la seua secretària general fins al 1993, quan va assumir la presidència de la comissió. El novembre de 2007 va ser condemnada a arrest domiciliari en ser declarat l'estat d'emergència al Pakistan. Després de ser una de les persones que va liderar el Moviment d'Advocats del Pakistan es va convertir en la primera dona que va assumir la presidència de l'Associació de Juristes de la Cort Suprema. També va presidir el Fòrum Asiàtic dels Drets Humans i va ser vicepresidenta de la Federació Internacional per als drets humans. Jahangir va ser ponent especial de Nacions Unides per la Llibertat de Culte d'agost de 2004 a juliol de 2010; treballà, a més, en l'ONU per investigar la violació dels drets humans a Sri Lanka i la situació dels assentaments il·legals israelians. El 2016 va ser nomenada Relatora Especial de l'ONU sobre la situació dels Drets Humans a l'Iran, funció que va assumir fins a la seva mort, el febrer 2018.
Jahangir va ser distingida amb diversos guardons, com el Premi Right Livelihood 2014 (juntament amb Edward Snowden) el 2014, el Freedom Award el 2010, el Hilal-i-Imtiaz també el 2010, el Premi Ramon Magsaysay, el 1995 el Premi Martin Ennals per a Defensors dels Drets Humans, el Premi UNESCO/Bilbao per a la Promoció d'una Cultura de Drets humans, i li va ser atorgada la condecoració d'Oficial de la Legió d'Honor de França. També va ser guardonada el 23 de març de 2018 amb la medalla Nishan-e-Imtiaz, el grau més alt de servei a l'estat i per serveis a la diplomàcia internacional. Entre els seus escrits, es poden esmentar The Hudood Ordinance: A Divine Sanction? o Children of a Lesser God.